# الأبرشية الكلدانية الكاثوليكية في القاهرة
الأبرشية الكلدانية الكاثوليكية في القاهرة (باللاتينية: Eparchia Cahirensis Chaldaeorum) هي واحدة من ابرشيات الكنيسة الكلدانية الكاثوليكية وتقع في القاهرة , مصر.
المدبر البطريركي للابرشية هو الأب بولس ساتي من مواليد الموصل في 29 نوفمبر 1978، تركت عائلته العراق بسبب الظروف السياسية، واستقرّت في هولندا عام 1997. انضم إلى رهبنة الفادي الأقدس المخلصية عام 1999. وبعد التحاقه بكلية الفلسفة واللاهوت في جامعة فورتزبورغ بألمانيا ، سيم كاهنًا في 19 يونيو عام 2010.

## التاريخ

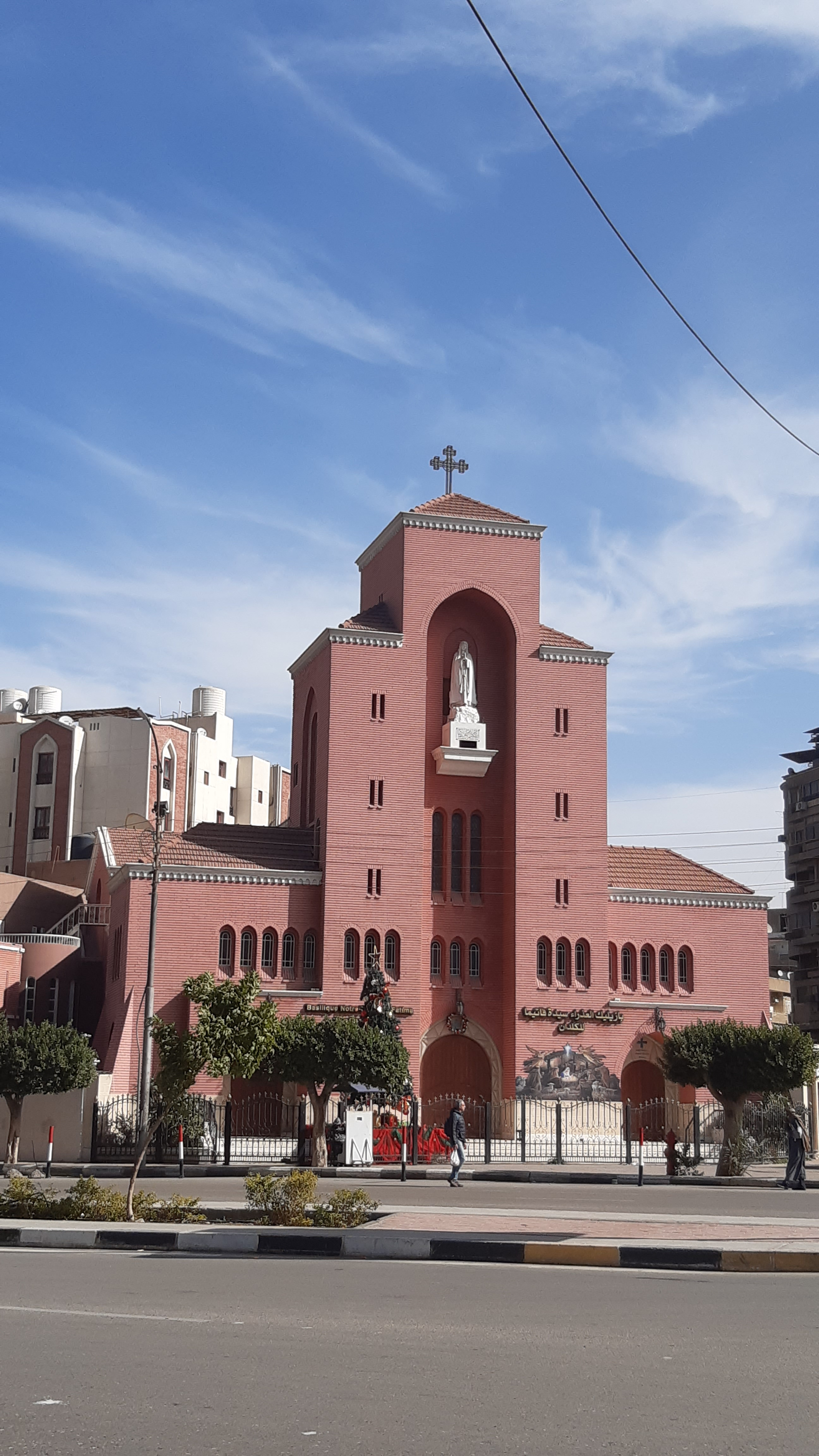

بدأ الوجود الكلداني في مصر خاصة في محافظات القاهرة والأسكندرية في النصف الثاني من القرن التاسع عشر، حيث أنتقلت إلى مصر حوالي 150 عائلة من العراق وإيران والأناضول ، وقد تم تكليفهم في البداية بالرعاية الرعوية للكنيسة اللاتينية أو كنيسة الغرب وذلك حتى عام 1890، أنشأ بعد ذلك البطريرك الكلداني أيليا الرابع عشر نيابة بطريركية، وكان النائب الأول لها هو الكاهن بطرس عيد، في 1896 كان عدد الكلدانين المسجلين حوالي 200 كلداني ، وتضاعف هذا العدد في 1914 ليصبح 400 كلداني، وبفضل تبرع أحد المحسنين من العراق عام 1891 وبحضور البطريرك بدأ بناء أول كنيسة كلدانية في مصر، والتي كان مقرها حي الفجالة بالقاهرة، باسم الأنبا أنطنيوس الكبير عام 1893، وفي عام 1951م وضع البطريرك يوسف السابع غنيمة حجر الاساس لكنيسة جديدة في منطقة مصر الجديدة. وفي 13 مايو 1953 تم افتتاح هذه الكنيسة المخصصة لعبادة سيدة فاطيما أو سانت فاتيما(السيدة مريم) خاصة مع تزايد الكلدانيين الذين بلغ عددهم مع مطلع عام 1950حوالي 1200نسمة، ومنذ تلك اللحظة نقل النواب البطريركيين مقرهم من الفجالة إلى الكنيسة الجديدة بمنطقة مصر الجديدة، وفي 23 أبريل 1980 تم رفع النيابة البطريركية إلى رتبة أبرشية.ولها الولاية على مصر كلها ، وأصبحت كنيسة سيدة فاطيما كاتدرائية الأبراشية الجديدة ، كما تم افتتاح رعية جديدة بمحافظة الأسكندرية. وقد ظلت الابرشية شاغرة منذ اليوم الأخير من عام 2009م ويديرها نواب بطريركيون

## الكنائس
تضم الابرشية 3 كنائس
- كاتدرائية سانت فاطيما، القاهرة، والتي بدأ في بنائها راعي الكلدان الكاثوليك في مصر الخور أسقف عمانوئيل رسام ، وتم اختيار موقع منطقة مصر الجديدة حيث أن معظم أبناء الطائفة يقيمون هناك ، وقد تم تدشين الكنيسة تزامنًا مع يوم الأحتفال بعيد ظهور السيدة العذراء للأطفال الرعاة في فاتيما بالبرتغال عام 1917م، وفي 3 نوفمبر 1953قام الكاردينال أوجين تيسران بتكريس تمثال العذراء سيدة فاتيما والمهدى خصيصًا من البابا بيوس الثاني عشر، وفى 6 ابريل 1993 منح القديس البابا يوحنا بولس الثانى لكنيسة سانت فاتيما بمصر الجديدة لقب بازيليك أى كنيسة ملوكية ذات انعام خاص لخير المؤمنين الروحى كما انها مقر للاسقف راعى الايبارشية.[7]

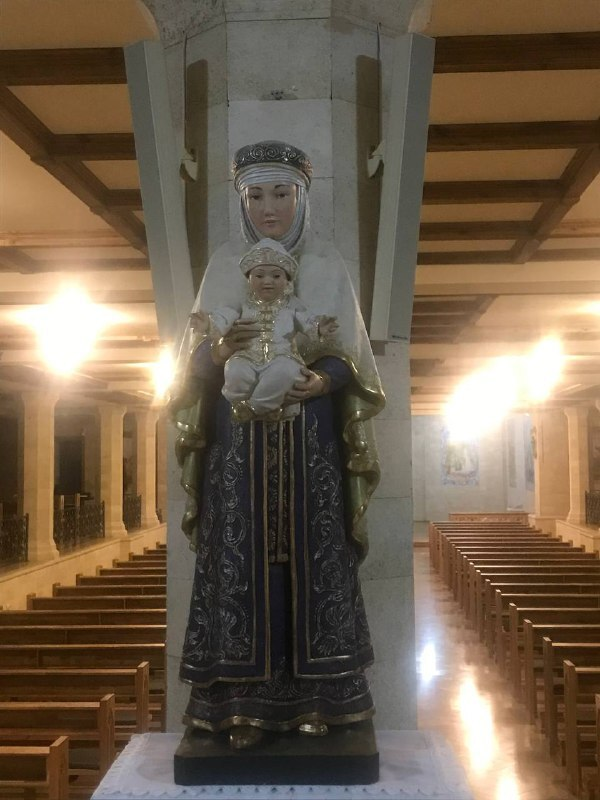

- كنيسة القديس انطونيوس الكبير - الفجالة القاهرة، والتي تم تاسيسها من قبل السيدة هيلانة ابنة أنطون بك البغدادي وزوجة يوسف عبد المسيح الكلداني البغدادي وهي من أسرة عراقية ، وتم ذلك من خلال تبرعها بقطعة أرض مجاورة لمنزلها ، والكنيسة من ضمن كنائس الطائفة الكلدانية في البلاد.
- الرعية الكلدانية - المنشية - الإسكندرية
- كنيسة العائلة المقدسة/ مدافن الطائفة- مصر القديمة- مجمع الأديان.

## الاساقفة
- أساقفة القاهرة (طقس كلداني)
  - المطران أفرام بيديه ( 23 أبريل 1980 - 18 يناير 1984)
  - المطران يوسف إبراهيم الصراف (6 فبراير 1984 - 31 ديسمبر 2009)
  - المدبر البطريركي الأب بولس ساتي (29 أغسطس 2018 - حتى الآن)

## كهنة الأبرشية[2]
- جان صفير اللعازري-مواليد 1952، وتاريخ الرسامة 1978
- فوزي نصري اليسوعي- مواليد 1964م، تاريخ الرسامة 2001م
- جون بول (مارسلو أفريقيا)
- جرجس أرمانيوس.
- باسيلي فانوس.

## مؤسسات تابعة للأبرشية[2]
1. دار العذراء السيدة فاتيما للمسنين.- ضيافة ورعاية- مصر الجديدة
2. الجمعية الخيرية الكلدانية - شارع النزهة.
3. مركز القديس ألفونس للأعترافات والمشورة الروحية- شارغ النزهة
4. جمعية مار منصور- شارع كامل صدقي.

## الرهبنات العاملة في الأبرشية[2]
- راهبات الكلمة المتجسد- دير العذراء سيدة فاتيما- ش النزهة - مصر الجديدة.

## المزارات في الأبرشية[2]
- مزار العذراء سيدة فاتيما- مصر الجديدة
- مزار مار أنطونيوس الكبير- الفجالة

## الجماعات العلمانية التابعة للابرشية[2]
1. أخوية كارلو اكونيس المسكونية- نشاطها (خدمة اجتماعية ورسولية).
2. جنود مريم- نشاطها (الصلوات الحارة والتبشير بواسطة أعمال المحبة)
3. أخوية قلب مريم الطاهر- نشاطها (صلاة المسبحة الوردية يوميًا وخدمة الكنيسة)
4. كشافة وادي النيل- نشاطها ( خدمة كشفية)
5. كشافة أبو الهول- نشاطها (خدمة كشفية ورعاية مدارس الأحد)
6. مدارس الأحد لاخوة الرب- نشاطها (تعليم مسيحي للعفيفين)
7. جماعة الفوكولاري- نشاطها (رعاية العائلات)
8. جماعة القدوة الإلهية- نشاطها (دراسة معمقة للكتاب المقدس)

## إحصائيات
بنهاية عام 2021م، بلغ عدد المؤمنين المعمدين لدى الابرشية حوالي 1040، وذلك وفقًا للكتاب السنوي البابوي لعام 2022م، والجدول التالي يوضح الأعداد بداية من تاريخ إنشاء الأبرشية وحتى عام 2021م
| العام | السكان             | السكان  | السكان        | الكهنة               | الكهنة              | الكهنة  | عمد من قبل الكاهن | الشماسة الدائمين | ديني | ديني | الأبرشيات |
| العام | الكاثوليك المعمدين | المجموع | %من الكاثوليك | رجال الدين العلمانين | رجال الدين العاديين | المجموع | عمد من قبل الكاهن | الشماسة الدائمين | رجال | نساء | الأبرشيات |
| ----- | ------------------ | ------- | ------------- | -------------------- | ------------------- | ------- | ----------------- | ---------------- | ---- | ---- | --------- |
| 1980  | 650                | -       | -             | 2                    | -                   | 2       | 325               |                  |      |      | 8         |
| 1990  | 500                | -       | -             | 1                    | -                   | 1       | 500               |                  |      |      | 2         |
| 1999  | 500                | -       | -             | 1                    | 1                   | 2       | 250               |                  | 1    | 8    | 2         |
| 2000  | 500                | -       | -             | 1                    | 1                   | 2       | 250               |                  | 1    | 8    | 2         |
| 2001  | 500                | -       | -             | 1                    | 1                   | 2       | 250               |                  | 1    | 8    | 2         |
| 2002  | 500                | -       | -             | 1                    | 1                   | 2       | 250               |                  | 1    | 8    | 2         |
| 2003  | 500                | -       | -             | 1                    | 1                   | 2       | 250               |                  | 1    | 8    | 2         |
| 2004  | 500                | -       | -             | 1                    | 1                   | 2       | 250               |                  | 1    | 8    | 2         |
| 2009  | 500                | -       | -             | 1                    | 1                   | 2       | 250               |                  | 1    | 13   | 2         |
| 2013  | 3000               | -       | -             | 4                    | 1                   | 5       | 600               |                  | 1    | 13   | 3         |
| 2014  | 2000               | -       | -             | 2                    | 3                   | 5       | 400               |                  | 3    | 3    | 3         |
| 2019  | 1000               | -       | -             | 2                    | 3                   | 5       | 250               |                  | 2    |      | 3         |
| 2021  | 1040               | -       | -             | 1                    | 2                   | 3       | 346               |                  | 3    | 1    | 3         |